# قبر حسين
قبر حسين هي قرية في مقاطعة بيرانشهر، إيران. يقدر عدد سكانها بـ 706 نسمة بحسب إحصاء 2016.